# Имай Насыри
Имай Насыри, Насыйри (тат. Имай Насыйри, настоящее имя Насыров Имаметдин Низаметдинович, тат. Насыйров Имаметдин Низаметдин улы, в документах Насиров Имат Низамович; 30 сентября 1898, деревня Нижние Услы, Стерлитамакский уезд, Уфимская губерния) — 29 марта 1942) — татарский писатель, журналист, общественный деятель. В феврале 1937 года репрессирован, умер в 1942-м, реабилитирован в 1956.

## Биография
В 1910—14 учился в медресе г. Стерлитамака. В 1914—18 годах заведовал Нижне-Услинской сельской библиотекой.
В июле 1919 года — агитатор-организатор политотдела Башкирской бригады Уральского фронта. В 1920 году — начальник милиции Кудейского кантона (ныне Иглинский район), в 1921—22 — политкомиссар Главного управления милиции БАССР, в 1920—24 — член Башкирского обкома РКП(б) и Баш. ЦИКа. В 1921-м — делегат Х съезда РКП(б). Участник подавления Кронштадтского мятежа. В 1934 году — инспектор по делам печати Народного комиссариата просвещения БАССР.
В 1930-32, 1936-37 годах — редактор газеты на татарском языке «Коммуна» (ныне «Кызыл тан»). В 1934—36 — редактор газеты «Башкортостан вышкахы» («Вышка Башкирии»), Ишимбай. Первые книги были изданы на татарском языке в Казани, в Уфе и в Москве, позже в Уфе были изданы его книги также на башкирском и русском языках.
В 1927 году опубликовал сборники рассказов: «Ласточки» («Карлыгачлар») и «Цветы, но другие» («Чәчкәләр, ләкин башкалар»).
Автор первого крупного произведения башкирской прозы о рабочем классе — повесть «Сибай».
Написал несколько приключенческих повестей: «Живьем в могиле» («Тереләй кабердә», 1926), «Гюльдар» («Гөлдәр», 1927), «В вагоне» («Вагонда», 1927).
Репрессирован как башкирский буржуазный националист. 12 декабря 1937 г. был арестован. Приговорен 24 сентября 1940 года к лишению свободы на 8 лет по ст. 58-2, 58-6, 58-10, 58-11 УК РСФСР. Умер в лагере. Реабилитирован 30 января 1956 года.

## Память
В мае 1969 года по решению исполкома Уфимского горсовета в Калининском районе появился бульвар Имая Насыри. На доме, где он жил, установлена мемориальная доска.
В Стерлитамаке, Ишимбае есть улица Имая Насыри.
В 1998 году вышло Распоряжение Кабинета Министров РБ от 05.10.98 № 845-р «О мероприятиях в связи с празднованием 100-летия со дня рождения выдающегося башкирского писателя Имая Насыри».